# Ferdinando d'Aragona (1241)
Ferdinando d'Aragona (1241 – Pomar, 1275) è stato il primo barone di Castro.

## Biografia
Era figlio naturale del re Giacomo I d'Aragona e della sua amante Bianca di Antillón, figlia del barone Sancho di Antillón.
Suo padre creò per lui nel 1250 la baronia di Castro che Ferdinando trasmise ai suoi eredi.
Partecipò con il padre alla Crociata in Terra Santa nel 1269 e fu uno dei pochi sopravvissuti della missione a San Giovanni d'Acri, dopo che una tempesta disperse la flotta aragonese.
Sposò Aldonza Ximénez de Urrea da cui ebbe un figlio:
- Felipe Fernández de Castro (?-1304), succeduto al padre.

Mentre suo fratello Pietro si trovava in Navarra per sposare Giovanna I di Navarra, Ferdinando si mise a capo di una rivolta composta da nobili catalani per aumentare i loro privilegi e possedimenti. Sua madre Bianca era stata inoltre spogliata di alcuni castelli dall'erede al trono Pietro.
Giacomo restituì i castelli confiscati a Bianca mentre si preparò a sedare la rivolta. Le truppe di Pietro attaccarono il castello in cui dimorava Bianca. Riuscì a togliere l'assedio ma venne sconfitto dal fratellastro. Cercò di fuggire travestito da pastore ma venne catturato mentre cercava di attraversare il fiume Cinca e venne subito fatto affogare per ordine di Pietro.

## Ascendenza
|                      |   |                               | Genitori                     |  |  | Nonni |  |  | Bisnonni             |  |  | Trisnonni                            |  |
|                      |   |                               |                              |  |  |       |  |  | Alfonso II d'Aragona |  |  | Raimondo Berengario IV di Barcellona |  |
|                      |   |                               |                              |  |  |       |  |  | Alfonso II d'Aragona |  |  | Raimondo Berengario IV di Barcellona |  |
|                      |   | Petronilla di Aragona         |                              |  |  |       |  |  | Alfonso II d'Aragona |  |  |                                      |  |
| Pietro II di Aragona |   |                               |                              |  |  |       |  |  | Alfonso II d'Aragona |  |  |                                      |  |
|                      |   | Sancha di Castiglia           | Alfonso VII di León          |  |  |       |  |  |                      |  |  |                                      |  |
|                      |   | Sancha di Castiglia           | Alfonso VII di León          |  |  |       |  |  |                      |  |  |                                      |  |
|                      |   | Sancha di Castiglia           | Richenza di Polonia          |  |  |       |  |  |                      |  |  |                                      |  |
| Giacomo I d'Aragona  |   | Sancha di Castiglia           |                              |  |  |       |  |  |                      |  |  |                                      |  |
|                      |   | Guglielmo VIII di Montpellier | Guglielmo VII di Montpellier |  |  |       |  |  |                      |  |  |                                      |  |
|                      |   | Guglielmo VIII di Montpellier | Guglielmo VII di Montpellier |  |  |       |  |  |                      |  |  |                                      |  |
|                      |   | Guglielmo VIII di Montpellier | Matilda di Borgogna          |  |  |       |  |  |                      |  |  |                                      |  |
| Maria di Montpellier |   | Guglielmo VIII di Montpellier |                              |  |  |       |  |  |                      |  |  |                                      |  |
|                      |   | Eudocia Comnena               | Isacco Comneno               |  |  |       |  |  |                      |  |  |                                      |  |
|                      |   | Eudocia Comnena               | Isacco Comneno               |  |  |       |  |  |                      |  |  |                                      |  |
|                      |   | Eudocia Comnena               | Irene Synadene               |  |  |       |  |  |                      |  |  |                                      |  |
| Ferdinando d'Aragona |   | Eudocia Comnena               |                              |  |  |       |  |  |                      |  |  |                                      |  |
|                      | … | …                             |                              |  |  |       |  |  |                      |  |  |                                      |  |
|                      | … | …                             |                              |  |  |       |  |  |                      |  |  |                                      |  |
|                      | … | …                             |                              |  |  |       |  |  |                      |  |  |                                      |  |
| Sancho di Antillón   | … |                               |                              |  |  |       |  |  |                      |  |  |                                      |  |
|                      |   | …                             | …                            |  |  |       |  |  |                      |  |  |                                      |  |
|                      |   | …                             | …                            |  |  |       |  |  |                      |  |  |                                      |  |
|                      |   | …                             | …                            |  |  |       |  |  |                      |  |  |                                      |  |
| Bianca di Antillón   |   | …                             |                              |  |  |       |  |  |                      |  |  |                                      |  |
|                      |   | …                             | …                            |  |  |       |  |  |                      |  |  |                                      |  |
|                      |   | …                             | …                            |  |  |       |  |  |                      |  |  |                                      |  |
|                      |   | …                             | …                            |  |  |       |  |  |                      |  |  |                                      |  |
| …                    |   | …                             |                              |  |  |       |  |  |                      |  |  |                                      |  |
|                      |   | …                             | …                            |  |  |       |  |  |                      |  |  |                                      |  |
|                      |   | …                             | …                            |  |  |       |  |  |                      |  |  |                                      |  |
|                      |   | …                             | …                            |  |  |       |  |  |                      |  |  |                                      |  |
|                      |   | …                             |                              |  |  |       |  |  |                      |  |  |                                      |  |